# Pèlerinage de Chrétienté
Die Pèlerinage de Chrétienté (deutsch Pilgerweg der Christenheit) von Paris nach Chartres ist die bekannteste Wallfahrt des katholischen Traditionalismus in Frankreich. Sie wird jährlich von der Organisation Notre-Dame de Chrétienté veranstaltet und zieht Tausende Gläubige aus Frankreich, aber auch aus dem Ausland an. Die Wallfahrt startet in der Kathedrale Notre Dame de Paris und endet in der mittelalterlichen Kathedrale Notre Dame de Chartres. Neben ihrer religiösen Bedeutung hat die Wallfahrt auch eine historische, kulturelle und soziale Dimension, die weit über den katholischen Traditionalismus hinausgeht.

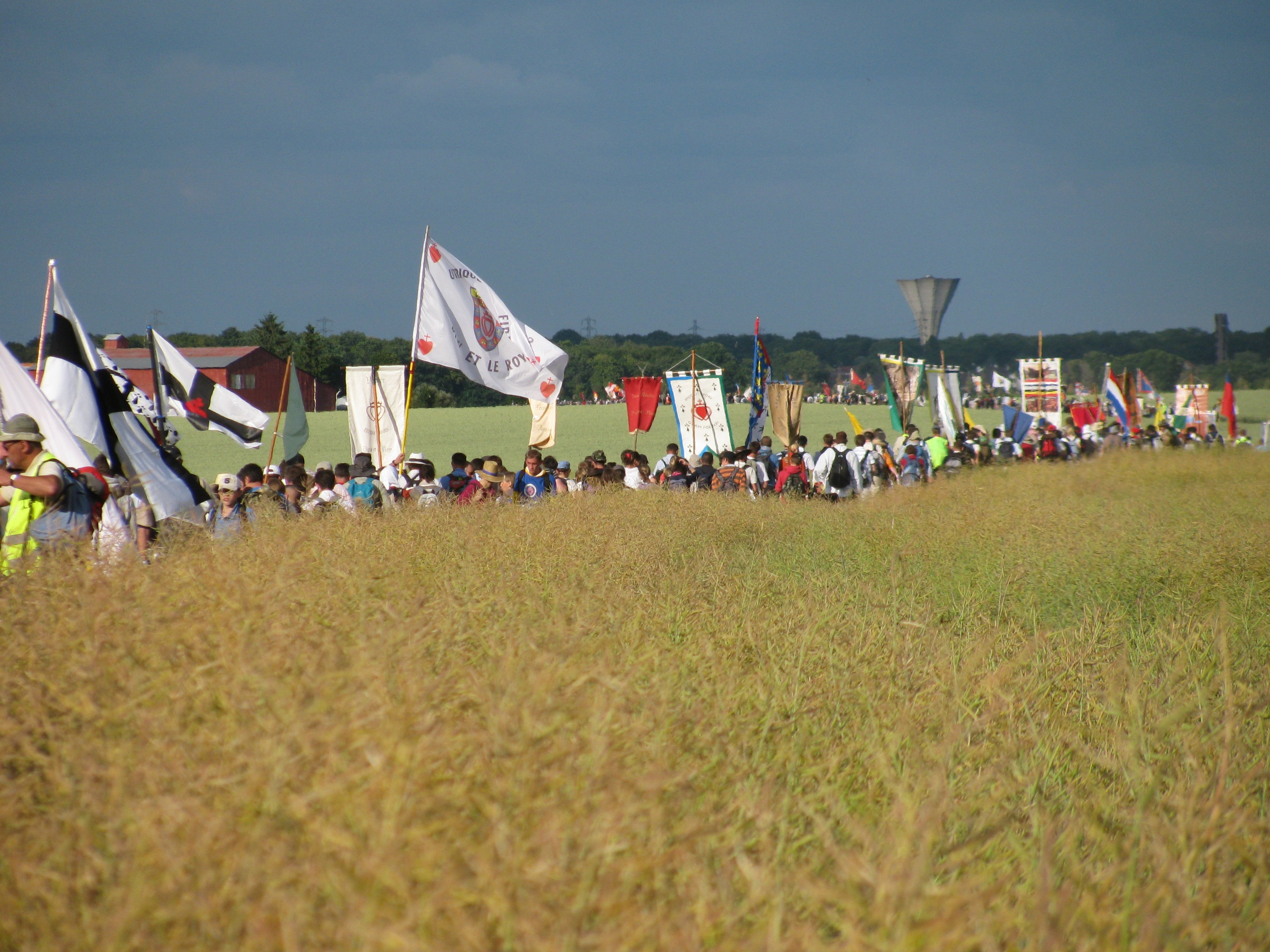
Pilger auf der Chartres-Wallfahrt 2011

## Geschichte der Wallfahrt
Die Wurzeln der Wallfahrt reichen bis ins Mittelalter zurück, als die Kathedrale von Chartres ein bedeutendes Ziel für Pilger war. Die Kathedrale, die der Gottesmutter Maria geweiht ist, beherbergt eine der ältesten und verehrtesten Marienreliquien, die sogenannte Sancta Camisia, ein Gewand, das Maria bei der Geburt Christi getragen haben soll. Bereits im 12. Jahrhundert zog Chartres Pilger aus ganz Europa an und in diesem Rahmen wurde der Bau der großen Kathedrale im vergleichsweise kleinen Chartres notwendig.
Im 20. Jahrhundert wurde die Tradition der Wallfahrt durch die katholische Bewegung des Traditionalismus neu belebt. Nach dem Zweiten Vatikanischen Konzil (1962–1965) und den damit verbundenen liturgischen Reformen entdeckten vor allem Anhänger der tridentinischen Messe die Wallfahrt als Ausdruck ihres Glaubens. Inspiriert von der polnischen Wallfahrt nach Tschenstochau fand 1983 die erste Wallfahrt statt und wird seitdem von der Gemeinschaft „Notre-Dame de Chrétienté“ organisiert, die dem katholischen Traditionalismus zuzurechnen ist.

## Verlauf der Wallfahrt
Die Wallfahrt findet traditionell am Pfingstwochenende statt. Sie beginnt in Paris, oft mit einer Messe in einer bedeutenden Kirche der Stadt, anfangs in der Kathedrale Notre-Dame, seit deren Brand in der größten Pfarrkirche der Stadt Saint-Sulpice und endet in Chartres nach einer Strecke von etwa 100 Kilometern. Die Pilger legen diese Strecke in drei Tagen zu Fuß zurück und übernachten in vorbereiteten Zeltlagern. Auf dem Weg werden Gebete gesprochen, Psalmen gesungen und spirituelle Vorträge gehalten. Die Prozession endet mit einem Hochamt vor und in der Kathedrale von Chartres.

### Chapitres
Die Pilger sind in Gruppen von etwa vierzig Personen eingeteilt, die „Chapitres“ (Kapitel) genannt werden. Jedes Chapitre trägt den Namen einer katholischen Persönlichkeit (meistens eines Heiligen oder Seligen) und ist einer Region zugeordnet, abhängig vom Bezugspunkt der Gruppe (Pfarrei, Pfadfindergruppe, Verein usw.). Aus dem deutschsprachigen Raum sind unter anderem ein Chapitre aus der Schweiz, eines vom Niederrhein und das bayerische Chapitre Don Bosco zu nennen.

## Bedeutung und Entwicklung
Die Wallfahrt hat sich über die Jahre stark weiterentwickelt und geöffnet. Während sie in den 1980er Jahren vor allem von Anhängern der traditionellen Liturgie getragen wurde, ziehen die jährlichen Prozessionen heute eine große Vielfalt von Gläubigen an. Neben den Anhängern der tridentinischen Messe nehmen zunehmend auch Familien, Jugendgruppen und internationale Teilnehmer teil, die von der besonderen spirituellen Atmosphäre angezogen werden.

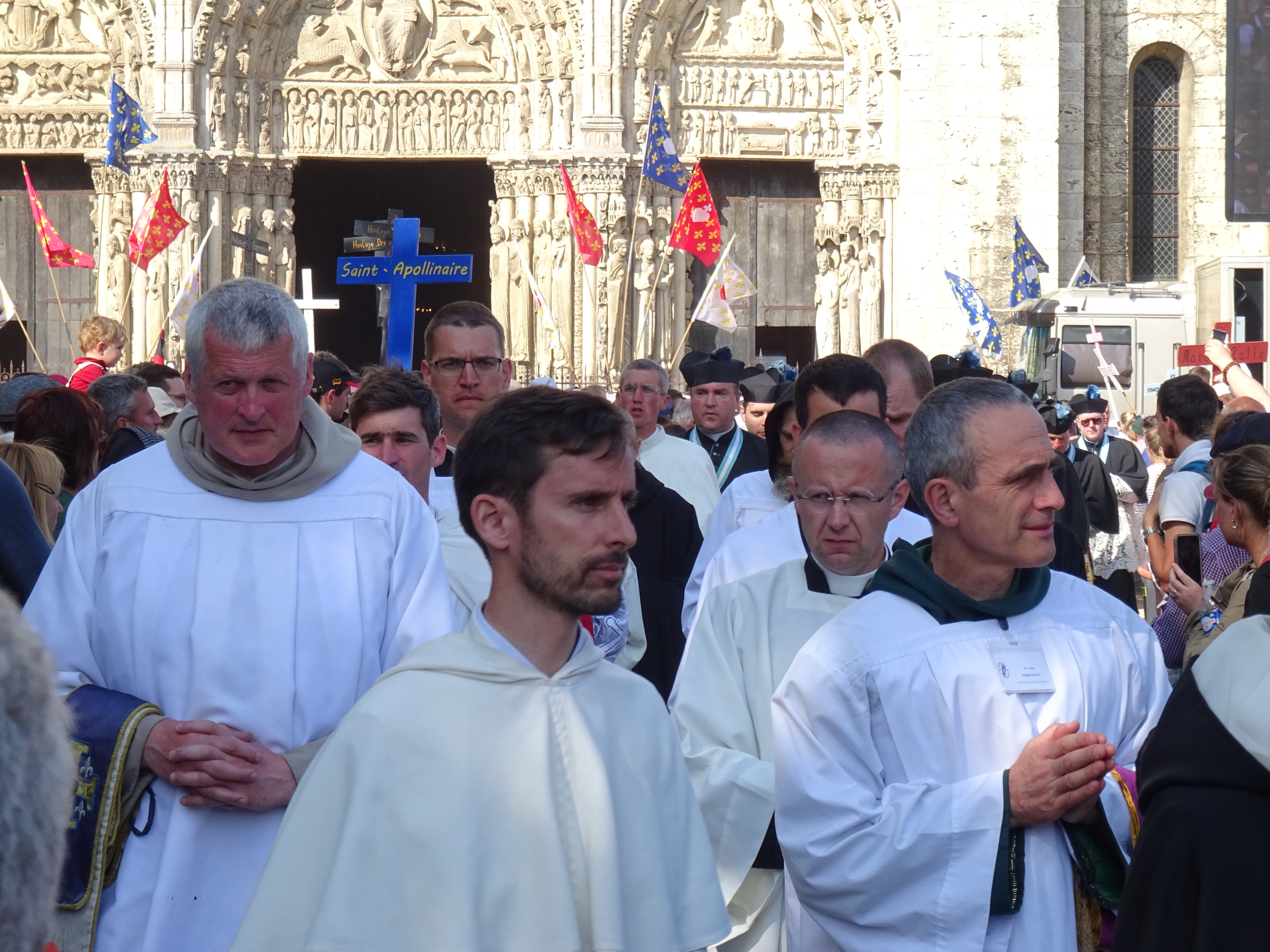
Auszug aus der Kathedrale von Chartres nach der Abschlussmesse. Im Vordergrund in der Mitte: der französische Influencer und Dominikanerbruder Frere Paul-Adrien (Adrien du Moulinet d’Hardemare).

Auch außerhalb des katholischen Milieus hat die Wallfahrt an Ausstrahlung gewonnen. Sie gilt als ein Symbol der christlichen Einheit in einer oft als säkular empfundenen Gesellschaft. Einige Teilnehmer sehen in ihr nicht nur einen religiösen, sondern auch einen kulturellen Akt, der den europäischen Wurzeln nachspürt.
In den letzten Jahren sind die Pilgerzahlen der Chartreswallfahrt so stark angestiegen, dass die Teilnehmerzahl auf 18.000 limitiert wurde. 2024 waren 1300 diese Teilnehmer aus dem (vorwiegend europäischen) Ausland, der Rest Franzosen.
Die Wallfahrt zieht vor allem junge Menschen an, so lag der Altersdurchschnitt der Teilnehmer im Jahr 2024 – nach Aussage der Veranstalter – bei 21 Jahren.

### Internationale Ausstrahlung
Inzwischen gibt es von der Chartres-Wallfahrt inspirierte Wallfahrten in diversen Ländern:.
- Argentinien: Wallfahrt Nuestra Señora de la Cristiandad, zur Basilika von Lujan.
- Australien: Wallfahrt Christus Rex, von der Kathedrale von Ballarat zur Kathedrale von Bendigo.
- Canada: Wallfahrt Marie Reine du Canada, von Saint-Joseph de Lanoraie zur Basilika Notre-Dame-du-Ca.
- England: Walsingham-Wallfahrt, von Ely nach Walsingham, die von der Latin Mass Society of England & Wales organisiert wird.
- Spanien: Wallfahrt Nuestra Señora de la Cristiandad, von der Kathedrale von Oviedo zur Basilika von Covadonga.
- Schweiz: Wallfahrt von St. Gallen nach Einsiedeln. Ursprünglich vom Schweizer Chapitre als Ersatz für die wegen der Coronapandemie entfallene Chartreswallfahrt veranstaltet.
- Vereinigte Staten: Die Pilgrimage for Restoration, zum National Shrine der Nordamerikanischen Märtyrer im Bundesstaat New York.

Auch in Frankreich selbst inspiriert die Chartres-Wallfahrt Ableger, z. B. die Wallfahrt Feiz e Breizh in der Bretagne, die bei ihrer 7. Durchführung 2024 bereits über 2000 Wallfahrer anzog (nach 1.200 im Vorjahr).